# Szenuda III
Szenuda III, właściwie Nazir Gajed (ur. 3 sierpnia 1923 w Abnub, zm. 17 marca 2012 w Kairze) – patriarcha Koptyjskiego Kościoła Ortodoksyjnego w latach 1971–2012.

## Życiorys

### Młodość i edukacja
Urodził się w pobożnej koptyjskiej rodzinie w mieście Abnub koło Asjutu w Górnym Egipcie 3 sierpnia 1923 jako Nazir Gajed. W 1947 ukończył studia historyczne na Uniwersytecie Kairskim. Następnie, pracując jako nauczyciel, w 1949 ukończył koptyjskie seminarium duchowne, w którym został wykładowcą Nowego Testamentu. W 1953 został nauczycielem szkoły klasztornej w Heluanie.

### Mnich koptyjski
18 lipca 1954 został mnichem w klasztorze pod wezwaniem Matki Boskiej Syryjczyków na Pustyni Zachodniej w Egipcie, przybierając imię Antoniego Syryjczyka (el-Suryani). Po dwóch latach spędzonych w klasztorze na sześć lat zamieszkał jako pustelnik w samodzielnie wykutej grocie nieopodal klasztoru.

### Biskup koptyjski
W 1962 został wezwany z odosobnienia przez ówczesnego patriarchę koptyjskiego Cyryla VI, który 30 września tego roku wyświęcił go na biskupa. Przy konsekracji brat Antoni Syryjczyk przybrał imię Szenudy. Patriarcha powierzył mu opiekę nad koptyjskim szkolnictwem wyznaniowym i mianował go rektorem koptyjskiego seminarium duchownego. Jako rektor seminarium biskup Szenuda zakładał jego wydziały zamiejscowe w Ameryce, w Australii i w Wielkiej Brytanii. Pod jego zarządem liczba studentów seminarium wzrosła kilkakrotnie. W 1965 biskup Szenuda wydał pierwszy numer oficjalnego periodyku Kościoła koptyjskiego El-Keraza.

### Papież Aleksandrii
31 października 1971 biskup Szenuda został wybrany, a 14 listopada tego roku – intronizowany na 117. patriarchę Kościoła koptyjskiego. Za czasów jego pontyfikatu nastąpiło odrodzenie tego kościoła i jego gwałtowny rozwój poza granicami Egiptu. W 1996 patriarcha utworzył pierwsze dwie diecezje koptyjskie w USA, a w 1999 – pierwszą diecezję w Australii i Nowej Zelandii. Wyświęcił ponad 600 księży oraz ponad 80 metropolitów i biskupów.
Patriarcha początkowo pozostawał w dobrych stosunkach z umiarkowanym prezydentem Egiptu Anwarem Sadatem. Gdy w latach 70. XX wieku przez Egipt przetoczyła się fala ataków muzułmańskich na koptów, w 1976 koptowie założyli organizację protestującą przeciw atakom i bezczynności służb państwa. Patriarcha był jej aktywnym członkiem. Władze Egiptu pod wpływem fanatyków muzułmańskich poczytały tę organizację za spisek, mający na celu ustanowienie odrębnego koptyjskiego państwa. Prezydent Sadat represjonował cały kościół koptyjski – między innymi uwięziono ośmiu biskupów, 24 księży i wielu znaczniejszych świeckich koptów oraz zakazano wydawania El-Kerazy i koptyjskiego dziennika Watani. Gdy wiadomości o prześladowaniach koptów w Egipcie przedostały się do amerykańskiej prasy, 5 października 1981 Sadat nakazał uwięzienie patriarchy w klasztorze świętego Biszoi na Pustyni Zachodniej. Miesiąc po uwięzieniu patriarchy Anwar Sadat zginął w zamachu. Trzy i pół roku później kolejny prezydent Egiptu Husni Mubarak uwolnił patriarchę, który triumfalnie wrócił do katedry świętego Marka w Kairze.
Patriarcha Szenuda III był zwolennikiem ruchu ekumenicznego. Niejednokrotnie deklarował swoje poparcie dla jedności Kościoła Powszechnego. Składał wiele wizyt pozostałym patriarchom, między innymi konstantynopolitańskiemu, moskiewskiemu, rumuńskiemu i antiocheńskiemu. W maju 1973 złożył wizytę w Watykanie jako pierwszy patriarcha aleksandryjski Koptyjskiego Kościoła Ortodoksyjnego. Podczas tej wizyty patriarcha i papież Paweł VI podpisali wspólną deklarację chrystologiczną, kładącą nacisk na wspólne dziedzictwo wiary obu podzielonych kościołów. W 1989 patriarcha otworzył spotkanie Międzynarodowej Komisji Wewnątrz-Ortodoksyjnego Dialogu Ekumenicznego, której końcowe oświadczenie również podkreślało wspólnotę wiary Koptów i prawosławia. Patriarcha podtrzymywał również kontakty z kościołami protestanckimi.
W dniach 24–26 lutego 2000 r. spotkał się parokrotnie z pielgrzymującym do Egiptu z okazji Wielkiego Jubileuszu Roku 2000 zwierzchnikiem Kościoła rzymskokatolickiego oraz katolickich Kościołów wschodnich – papieżem Janem Pawłem II.
Patriarcha Szenuda III był autorem 101 publikacji z różnych dziedzin, z których około połowę przetłumaczono na języki zachodnie. Będąc już patriarchą, nadal wykładał w seminarium teologicznym i w Instytucie Wyższych Studiów Koptyjskich.
Od 2006 roku patriarcha Szenuda III miał rywala na urzędzie papieża Aleksandrii. Antypapieżem wobec niego obwołał się Maximus Johanna I.